# Ircinia cactiformis
Ircinia cactiformis är en svampdjursart som beskrevs av Rao 1941. Ircinia cactiformis ingår i släktet Ircinia och familjen Irciniidae.
Artens utbredningsområde är havet utanför Indien. Inga underarter finns listade i Catalogue of Life.